# Niphargus leopoliensis
Niphargus leopoliensis is een vlokreeftensoort uit de familie van de Niphargidae. De wetenschappelijke naam van de soort is voor het eerst geldig gepubliceerd in 1893 door Jaworowski.